# Parnassius orleans
Espèce
Parnassius orleans ou Apollon d'Orléans est une espèce d'insectes lépidoptères de la famille des Papilionidae, de la sous-famille des Parnassiinae et du genre Parnassius.

## Dénomination
Parnassius orleans a été décrit par Charles Oberthür en 1890. Elle doit son nom au prince Henri d'Orléans (1867-1901), explorateur.

### Sous-espèce
- Parnassius orleans lakshmi Mikami, 1998[2].

## Description
Parnassius orleans est un papillon au corps poilu, au dessus des ailes blanches veinées de marron et marquées de noir dans leur partie basale et le long du bord interne des ailes postérieures, orné aux ailes antérieures de marques noires au bord costal et d'une bande marginale gris beige surmontée d'une ligne submarginale de chevrons, et aux ailes postérieures d'une ligne submarginale d'ocelles gris cernés de noir et de deux taches rouges cernées de noir.
Le revers est semblable.

## Biologie

### Plantes hôtes
Les plantes hôtes sont des Fumariaceae.

## Écologie et distribution
Parnassius orleans est présent au Tibet, en Mongolie et dans le nord de la Chine.